# 井上苑子
井上 苑子（いのうえ そのこ、1997年12月11日 - ）は、日本の女性シンガーソングライター、女優。愛称は、そんちゃん、sonkoなど。兵庫県神戸市出身。つばさプラス所属。

## 略歴
- 1997年12月11日、兵庫県神戸市生まれ。
- バンド経験者でボイストレーナーでもある母の影響を受け、幼少の頃から歌を歌うことが大好きな子供であった。
- 2009年5月頃よりギターと作詞作曲活動を始め、1か月後にはオリジナル曲「こころ」を完成させた。この曲はファーストCDにも収録されている。同年8月に、心斎橋のアメリカ村付近で路上ライブ活動を開始。
- 2010年3月21日、小学校卒業式の当日に心斎橋のライブハウスで小学生ながら「卒業式ワンマンライブ」を実施。チケットは3日で完売して100人以上の観客を集め、いくつかの関西メディアで取り上げられた[1][2][3]。
- 2010年8月4日、阪神・淡路大震災を題材にしたオリジナル曲「新しい日」をはじめ、レパートリーを5曲（全オリジナル曲）から15曲（カバー5曲）へと増やし、2度目のワンマンライブ『Pure Sonority 〜2nd step〜』を開催。200人以上を集客した。この頃にはすでにレコチョクへの楽曲登録[注 3]を始め、多くのメディアにて取り上げられるようになっている[4][5][6][7][8]。
- 2011年3月31日、心斎橋クラブクアトロにて3回目のワンマンライブを開催し、19曲（うちアンコール3曲）を披露[9]。これはクアトロ史上最年少のワンマンライブであり[10][11]、このような名前の通ったライブハウスが中学生のアマチュア・アーティストに公演許可を出すことは異例である。このクアトロでのワンマンは、一部では伝説とまで呼ばれている[12][13]。
- 2011年4月、何度もゲスト出演したことがきっかけとなって、J:COM『8時です!生放送!!』番組オープニング曲に、番組のために書き下ろした楽曲「笑顔」が採用される。当初は番組にゲスト招待されていた火曜日のみのオープニングで流れる予定であったが、後に全ての曜日で採用されることとなった[14]。
- 2012年8月、夏休み期間を利用して関東圏に滞在、東京や神奈川などで路上ライブを行い、8月27日には渋谷でワンマンライブを実施[15][16][17]。
- 2013年4月、関東圏の高校に進学し、関東圏での音楽活動を始める[18]。
- 2013年4月10日、初の全国流通盤となるシングル「ソライロブルー」（発売：つばさレコーズ、販売：SPACE SHOWER MUSIC）をリリース[18]。
- 2013年9月25日、MATSUMURA（LAST ALLIANCE）とKEITA（ex. TRIBAL CHAIR、Sine）による作曲ユニット・TIENOWAが楽曲制作およびサウンドプロデュースを担当した2ndシングル「運命線ビリーバー」をリリース[19]。
- 2013年11月、関西テレビの開局55周年を記念したドラマ『Y・O・U やまびこ音楽同好会』にて、メインギターボーカル役に抜擢された[20]。
- 2014年1月29日、前作に引き続き作曲ユニット・TIENOWAが手がけた3rdシングル「センチメンタルシックスティーン」をリリース[21]。
- 2014年11月、2015年夏に公開予定の松居大悟監督とクリープハイプのコラボレーション映画『私たちのハァハァ』への出演が決定[22][23]。
- 2015年7月1日、ミニアルバム『#17』でEMI RECORDS（ユニバーサルミュージック）よりメジャー・デビュー。
- 2015年11月4日、メジャーデビューシングル「だいすき。」を発売。
- 2016年3月25日、高校を卒業する記念にワンマンライブ「井上苑子 高校卒業記念スペシャルワンマンライブ　卒業。〜私たちのJK完結！〜」を開催。
- 2017年12月31日、第1回ももいろ歌合戦に出場。
- 2020年5月22日、自身のYouTubeチャンネル[注 4]「いのう、えい!」を開設、同29日始動[24]。
- 2025年6月24日、同年いっぱいをもって歌唱を伴う活動を休止することを発表。以前から喉の違和感や声の不調が続いており、専門医の診断の結果、治療と安静を優先すべきとの判断に至った、との説明が行われた[25][26]。

## 人物
- 阪神・淡路大震災を経験していないものの、神戸で生まれたことから地震に対しては強い想いを持っており、前述のように震災を題材とした曲を手掛けている。また、2011年3月に発生した東日本大震災に向けてのチャリティー活動として、路上ライブの際には募金箱を設置しているほか、セカンドCD「sonority II」の売上を震災の義援金に当てているという。
- 好きなアーティストはいきものがかり、YUI、川嶋あい[27]。
- アイドルグループ「日向坂46」元メンバーで元アイドルタレントの潮紗理菜とは3歳の時から友人関係にあり、潮自身が井上との関係を明かしている[28]。
- 空手の有段者でもある。
- スレイヤーの「エンジェル・オブ・デス」をカバーしている。
- 阪神ファンである。

## ディスコグラフィ
※順位はオリコンウィークリーチャート最高順位。

### シングル
| #            | 発売日         | タイトル                       | 形態                     | 規格品番              | 順位     |
| 自主制作     | 自主制作       | 自主制作                       | 自主制作                 | 自主制作              | 自主制作 |
| ------------ | -------------- | ------------------------------ | ------------------------ | --------------------- | -------- |
| 1st          | 2010年8月04日  | sonority                       | CD                       | -                     | -        |
| 2nd          | 2011年1月22日  | sonority II                    | CD                       | -                     | -        |
| 3rd          | 2011年3月31日  | sonority III                   | CD                       | -                     | -        |
| インディーズ |                |                                |                          |                       |          |
| 1st          | 2013年4月10日  | ソライロブルー                 | CD                       | XQJZ-1008             | 圏外     |
| 2nd          | 2013年9月25日  | 運命線ビリーバー               | CD                       | XQJZ-1014             | 180位    |
| 3rd          | 2014年1月29日  | センチメンタルシックスティーン | CD                       | XQJZ-1020             | 圏外     |
| 4th          | 2014年11月19日 | 赤いマフラー                   | CD                       | XQJZ-1040             | 107位    |
| メジャー     |                |                                |                          |                       |          |
| 1st          | 2015年11月4日  | だいすき。                     | CD+WEGOコラボマフラー CD | PRON-5903 UPCH-80416  | 48位     |
| 2nd          | 2016年6月29日  | ナツコイ                       | LIVE DVD+CD CD           | UPCH-89264 UPCH-80433 | 17位     |
| 3rd          | 2016年12月7日  | エール                         | CD+DVD CD                | UPCH-80453            | 43位     |
| 4th          | 2017年4月12日  | メッセージ                     | LIVE DVD+CD CD           | UPCH-89327 UPCH-80466 | 12位     |
| 5th          | 2017年7月26日  | なみだ                         | CD+DVD CD                | UPCH-89336 UPCH-80473 | 31位     |
| 6th          | 2017年11月1日  | せかいでいちばん               | CD+DVD CD                | UPCH-89336 UPCH-80483 | 31位     |
| 7th          | 2018年11月7日  | ファンタジック                 | CD+DVD CD                | UPCH-89394 UPCH-80502 | 35位     |

### EP
| 発売日        | タイトル  | 形態       | 規格品番                | 順位 |
| ------------- | --------- | ---------- | ----------------------- | ---- |
| 2022年3月9日  | 24歳/東京 | CD+DVD CD  | TRAK-0174/175 TRAK-0176 | 26位 |
| 2023年3月31日 | 23.3.31   | Digital EP |                         |      |

### 配信
| 発売日         | タイトル                 | 備考                                               |
| -------------- | ------------------------ | -------------------------------------------------- |
| 2015年6月10日  | 大切な君へ               |                                                    |
| 2016年2月24日  | 「君に出会えてよかった」 |                                                    |
| 2016年7月20日  | ママゴト                 | Sugar's Campaignの楽曲にゲストボーカルとして歌唱。 |
| 2017年2月22日  | どんなときも。           | 槇原敬之の楽曲をカバー。                           |
| 2017年6月28日  | スタート!                |                                                    |
| 2018年3月27日  | 踏み出す一歩が僕になる   |                                                    |
| 2019年2月20日  | はなたば                 |                                                    |
| 2019年4月20日  | コトノハノオモイ         |                                                    |
| 2020年12月25日 | おとぎ話って言わないで   |                                                    |
| 2021年12月11日 | 24歳                     |                                                    |
| 2022年7月8日   | アンビリバボー           |                                                    |
| 2022年8月3日   | Meet Sauce               |                                                    |
| 2022年9月7日   | Coffee                   |                                                    |
| 2023年2月25日  | かさぶた                 |                                                    |
| 2023年8月21日  | Honey                    |                                                    |
| 2024年3月18日  | 一縷(feat.長谷川怜央)    |                                                    |
| 2024年4月10日  | 078                      |                                                    |

### アルバム
| #            | 発売日        | タイトル     | 形態         | 規格品番              | 順位         |
| インディーズ | インディーズ  | インディーズ | インディーズ | インディーズ          | インディーズ |
| ------------ | ------------- | ------------ | ------------ | --------------------- | ------------ |
| 1st          | 2014年7月2日  | 線香花火     | CD           | XQJZ-1030             | 155位        |
| メジャー     |               |              |              |                       |              |
| 1st          | 2016年3月16日 | Hello        | CD           | UPCH-20414            | 16位         |
| 2nd          | 2017年12月6日 | JUKE BOX     | CD+DVD CD    | UPCH-29273 UPCH-20467 | 26位         |
| 3rd          | 2019年5月29日 | 白と色イロ   | CD+DVD CD    | UPCH-29326 UPCH-20512 | 19位         |

### ミニ・アルバム
| #   | 発売日        | タイトル        | 形態      | 規格品番              | 順位 |
| --- | ------------- | --------------- | --------- | --------------------- | ---- |
| 1st | 2015年7月1日  | #17             | CD+DVD CD | UPCH-29191 UPCH-20395 | 66位 |
| 2nd | 2018年6月6日  | Mine.           | CD        | UPCH-20489            | 24位 |
| 3rd | 2020年4月22日 | ハレゾラ        | CD        | UPCH-29356 UPCH-29357 | 23位 |
| 4th | 2021年2月10日 | PANっと音がした | CD+DVD CD | TRAK-0171/2 TRAK-0173 | 72位 |

### 参加作品
| 発売日         | 収録曲                      | 備考 |
| -------------- | --------------------------- | --- |
| 2017年7月7日   | LOVE LOVE LOVE              | アルバム「The best covers of DREAMS COME TRUE ドリウタ Vol.1」に収録。                                                                   |
| 2017年12月13日 | ラブレター。feat. 井上苑子  | ハジ→のアルバム「コラボ de ハジベスト。」に収録。                                                                                        |
| 2018年8月1日   | 点描の唄 feat. 井上苑子     | Mrs.GREEN APPLEのシングル「青と夏」に収録。                                                                                              |
| 2018年8月8日   | AM11:00                     | HYのトリビュートアルバム「ヴァリアス・アーティスト CHANPURU STORY 〜HY tribute〜」に収録。「クレイユーキーズ with 井上苑子」名義で参加。 |
| 2019年5月15日  | Face feat.井上苑子          | 川嶋あいのコラボレーション・アルバム「Ai X」に収録。                                                                                     |
| 2023年10月25日 | さよなら                    | メメントモリ Lament Collection Vol.1に収録。                                                                                             |
| 2023年11月1日  | ホットミルク feat. 井上苑子 | 松室政哉の配信曲に参加。 |

## タイアップ
| 曲名                 | タイアップ先                                               |
| -------------------- | ---------------------------------------------------------- |
| 君に出会えてよかった | NOTTVドラマ『サクラ咲く』主題歌                            |
| ナツコイ             | ジョンソン・エンド・ジョンソン「アキュビュー」CMソング     |
| ナツコイ             | テレビ東京系ドラマ『こえ恋』エンディングテーマ             |
| さくら               | 映画『ReLIFE リライフ』エンディングテーマ                  |
| どんなときも。       | サムスン電子スマートフォン「Galaxy S7 edge」テレビCMソング |
| ファーストデート     | AbemaTVショートアニメ『こぎみゅん』エンディングテーマ      |
| 恋歌                 | 漫画『思い、思われ、ふり、ふられ』PV用テーマソング         |
| はなたば             | 洋服の青山「フレッシャーズ スーツ」テレビCM                |
| コトノハノオモイ     | テレビアニメ『川柳少女』オープニングテーマ                 |
| ぜんぶ。             | 映画『キスカム!〜COME ON,KISS ME AGAIN!〜』主題歌          |
| ラブリー             | 映画『キスカム!〜COME ON,KISS ME AGAIN!〜』挿入歌          |
| 078                  | 神戸街並みPRプロジェクトタイアップソング                   |

## ライブ
単発
- 井上苑子バースデーワンマンライブ「17歳やで！大人なライブにするで！」（2014年12月11日）
- 井上苑子 高校卒業記念スペシャルワンマンライブ　卒業。〜私たちのJK完結！〜（2016年3月25日）

ツアー
- 井上苑子 1st SUMMER TOUR 2016　〜みんなお待たせ！〜（2016年6月19日 - 7月22日）
- Inoue Sonoko Winter Tour 〜ファンタジック〜（2018年12月11日 - 2019年2月2日）

## 出演

### テレビドラマ
- Y・O・U やまびこ音楽同好会（2013年11月30日、関西テレビ） - 滝本寧音 役
- 好きな人がいること 第3話（2016年7月25日、フジテレビ）
- 大阪環状線 ひと駅ごとの愛物語 Part 2 第6話 森ノ宮駅「わたしとウチ」（2017年2月22日、関西テレビ） - 20年前の明日香 役
- デイジー・ラック（2018年4月20日 - 6月22日、NHK総合） - 箱崎るり 役
- グッド・ドクター（2018年7月12日 - 9月13日、フジテレビ） - 松田佳子 役
- 3Bの恋人（2021年1月10日 - 3月14日、朝日放送テレビ） - 謎の美女 役[36]

### WEBドラマ
- 好きな人がいること〜サマサマキュンキュン大作戦〜（2016年6月20日、フジテレビオンデマンド） - ソノコ 役
- スカパー! 朝のTwitterドラマ「鶴」（2019年2月18日 - 22日、スカパー!Twitter公式アカウント） - 主演[37]

### 映画
- 私たちのハァハァ（2015年9月12日） - 主演・一ノ瀬 役

### テレビ
- EXシアターTV（2016年1月7日 - 、テレビ朝日） - MC
- テストの花道ニューベンゼミ（2016年4月25日、Ｅテレ）
- めざましテレビ「イマドキ」（2017年4月3日 - 2018年3月23日、フジテレビ）[38]
- 第1回ももいろ歌合戦（2017年12月31日）- 2/16回、「だいすき。」を歌唱[39]
- 井上苑子「そんちゃん、22歳の休日」◇WOWOW PLUS MUSIC -深夜1時の音楽タイム-（2020年1月23日 - 3月5日、歌謡ポップスチャンネル ）
- 高見沢俊彦の美味しい音楽 美しいメシ（2025年2月28日、BS朝日）[40]

### ウェブテレビ
- 今日、好きになりました。-第3弾（2017年12月11日 - 2018年1月15日、AbemaTV） - スタジオMC[41]
- オジきゅんです!（2021年1月30日 - 、ABEMA） - MC[42]

### 舞台
- ネルケプランニング『世界の終わりと始まりと』（2011年10月20日 - 30日、シアターサンモール） - 宮地真緒とのW主演。

### ラジオ
- 井上苑子のオールナイトニッポン0(ZERO)（2016年3月 - 2017年3月、ニッポン放送） - 月曜日パーソナリティ[43]

### CM・広報
- コクヨ キャンパスドットライナーフィッツ - イメージキャラクター[44]
- ジョンソン・エンド・ジョンソン「アキュビュー」（2016年） ※CMソングも担当[29]

### 書籍
- Go!Go!GUITAR 2014年6月号（表紙モデル）